# Rhodt unter Rietburg
Rhodt unter Rietburg é um município da Alemanha localizado no distrito de Südliche Weinstraße, no estado da Renânia-Palatinado. É membro da associação municipal de Verbandsgemeinde Edenkoben.

## Política
Cadeiras ocupadas na comunidade:
|      | SPD | CDU | FWG | RAN | Total       |
| 2009 | 3   | 7   | 4   | 2   | 16 Cadeiras |
| 2004 | -   | 7   | 6   | 3   | 16 Cadeiras |